# San Bernardino County
San Bernardino County är ett county i delstaten Kalifornien, USA. År 2010 hade countyt 2 035 210 invånare. Den administrativa huvudorten (county seat) är San Bernardino. 
Countyt ingår i det storstadsområde som finns runt Los Angeles. Det är en del av Riverside-San Bernardino-Ontario metropolitan area. San Bernardino County kan beskrivas som ett gigantiskt förortsområde utan höga hus men med mängder av enfamiljshus. 
Delar av Joshua Tree National Park och Death Valley nationalpark samt Marine Corps Air Ground Combat Center Twentynine Palms ligger i countyt. 

## Kommunikationer
San Bernardino County ingår i pendeltågssystemet Metrolink.

## Geografi
Enligt United States Census Bureau har countyt en total area på 52 072 km². 51 934 km² av den arean är land och 137 km² är vatten. 

### Angränsande countyn
- Inyo County, Kalifornien - nord
- Clark County, Nevada - nordost
- Mohave County, Arizona - öst
- La Paz County, Arizona - sydost
- Riverside County, Kalifornien - syd
- Orange County, Kalifornien - sydväst
- Los Angeles County, Kalifornien - väst
- Kern County, Kalifornien - väst